# Corsicaanse Garde

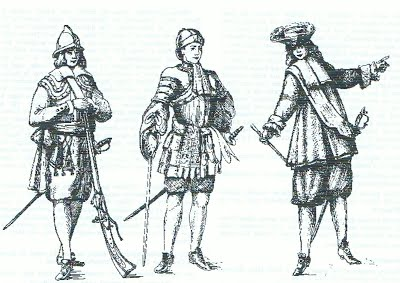
Gardisten van de Corsicaanse Garde van de paus

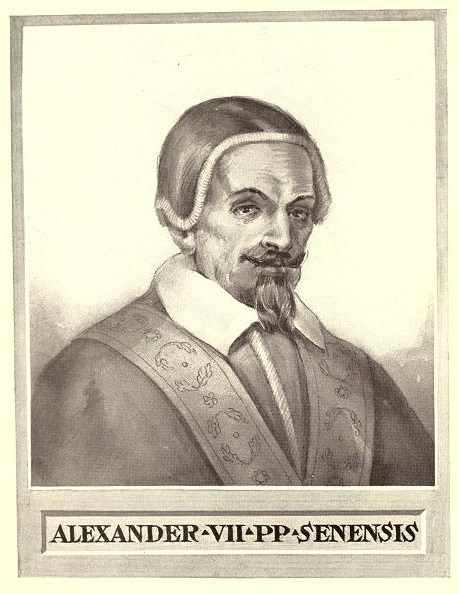
Fabio Chigi, paus Alexander VII

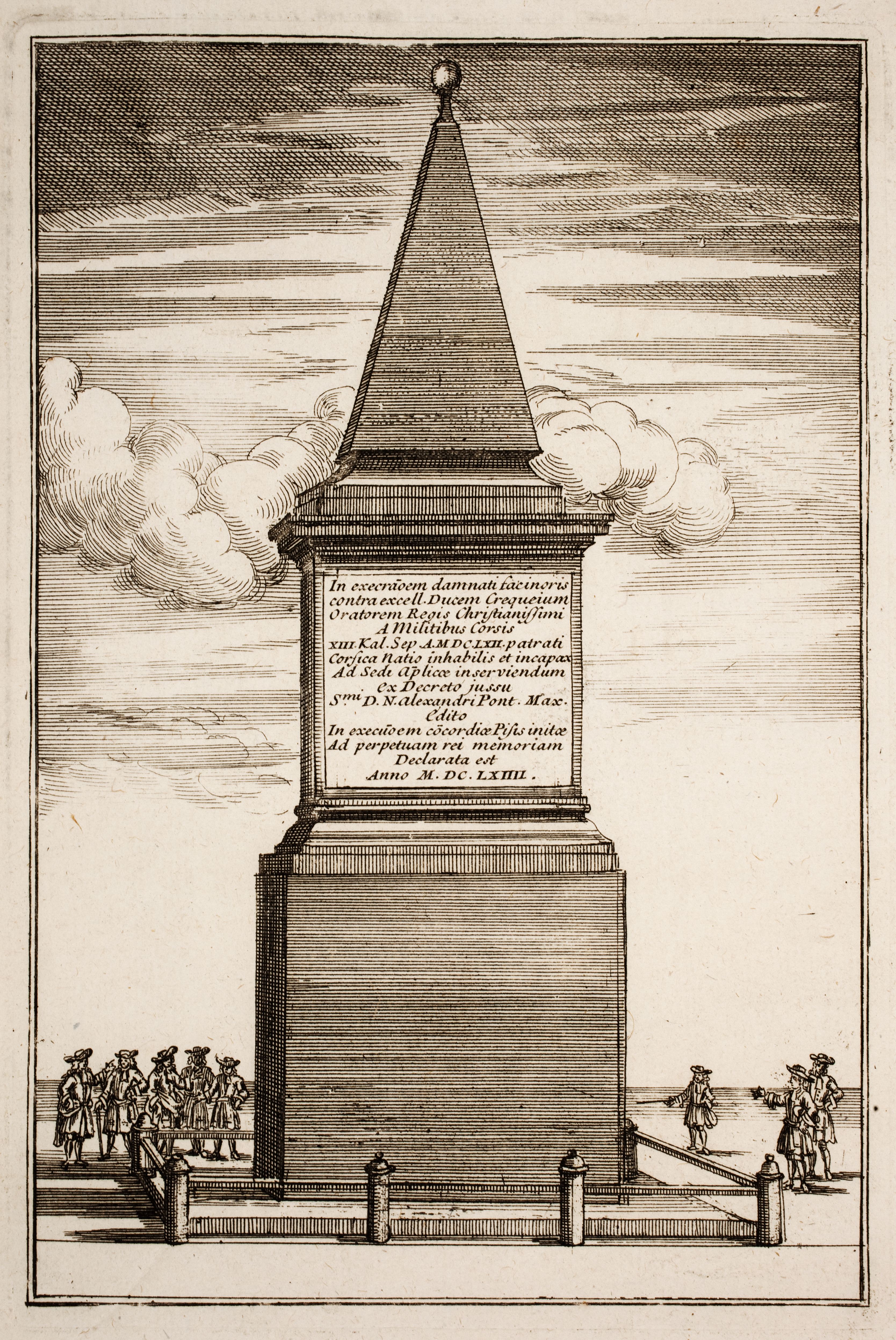
Pyramide in Rome (1664-1668): schandpaal voor de Corsicanen

De Corsicaanse Garde (1577 of 1603 – 1662) was een politiemacht in de Pauselijke Staat. In 1662 moest paus Alexander VII de Corsicaanse Garde ontbinden na de beschieting op de hertog van Créquy, de ambassadeur van het koninkrijk Frankrijk bij de Heilige Stoel.

## Historiek

### Corsicanen in Rome
Sinds de 9e eeuw verbleven er Corsicanen in Rome. De oorsprong hiervan lag in de Pepijnse Schenking. Koning Pepijn de Korte der Franken schonk een groot gebied, de Pauselijke Staat, aan de paus. Tot dit gebied behoorde ook het eiland Corsica. In de Middeleeuwen en nadien vochten Corsicaanse militairen, op losse basis, voor de paus. Sommigen van hen zijn begraven in de Basiliek van San Crisogono in Trastevere.

### Corsicaanse Garde
De formele stichtingsdatum van de Garde is onbekend. Volgens de enen gebeurde het in 1577, ten tijde van de pest (1577-1579) in Rome, onder het pontificaat van paus Gregorius XIII. Volgens anderen in 1603 met paus Clemens VIII of 1607 met paus Paulus V. Meest waarschijnlijk was er geen stichtingsdatum omdat pausen bestaande soldatentroepen van Corsicanen hergroepeerden in regimenten. Volgens een archiefstuk van Rendina, officier en archivaris van de Zwitserse Garde, was het stichtingsjaar 1603.
Paus Clemens VIII bouwde de Corsicaanse Garde uit. Er was één regiment gelegerd in de stad Rome en twee elders in de Pauselijke Staat. De bevoegdheid van de Corsicaanse Garde als politiemacht was niet min. Zij konden mensen arresteren en onthoofden om alzo de orde handhaven; zij hanteerden artillerie op de Engelenburcht en organiseerden de (kleine) pauselijke vloot bestaande uit galeischepen. Tevens begeleidden ze hoogwaardigheidsbekleders bij processies, banketten en staatsbezoeken. Paus Gregorius XIII stuurde de Corsicanen mee met de stadspolitie van Rome om het banditisme te onderdrukken. De Corsicanen hielpen bij de ordehandhaving tijdens de chaotische pestepisodes in Rome: 1577-1579, 1630-1632 en in 1658. Paus Clemens VIII stuurde de Corsicanen naar een boerenopstand in de Marken. Ook bij het neerslaan van andere onlusten was de Corsicaanse Garde actief. In 1587 was paus Sixtus V tevreden over de overwinning van de Corsicaanse Garde in Uriage. De Corsicanen, samen met Franse troepen, hadden er een invasie van Zwitsers afgeslagen. Zwitserse kantonnale troepen waren de Dauphiné binnengedrongen; Zwitsers gingen destijds door voor gevreesde infanterietroepen. Als beloning liet paus Sixtus V een lofprijzing schilderen in het Vaticaanse paleis. De zin luidt Cyrniorum Fortia Bello Pectora. Dit betekent de moedige inborsten der Corsicanen in de oorlog.
Op haar hoogtepunt bestond de Corsicaanse Garde uit 5 regimenten, met elk zowat 200 man (1628). Elk regiment had een kazerne: één in Rome, de andere vier buiten Rome. De soldaten werden gerekruteerd uit het bergland van Corsica, niet van de kuststreken. De officieren van de Garde waren edellieden uit Corsica. De officieren namen deel aan de pauselijke hofhouding. Zo was Bartoloméo de Vivario, admiraal van de pauselijke vloot (1560), een bekend gezicht aan het hof.

### De  hertog van Créquy beschoten
Op 20 augustus 1662 was er een zwaar incident in Rome dat leidde tot de ontbinding van de Corsicaanse Garde.
Hertog Charles III de Créquy, ambassadeur van de Zonnekoning, Lodewijk XIV van Frankrijk, reed met zijn koets door Rome. De hertog kwam juist aan in Rome. De Zonnekoning had hem naar Rome gestuurd om te bemiddelen in een eerder incident: in de paleistuin van kardinaal Rinaldo d’Este had de Corsicaanse Garde een indringer gearresteerd. Rinaldo d'Este had hier niet om gevraagd. Een andere kardinaal, Flavio Chigi, neef van paus Alexander VII, had de Garde namelijk bevolen binnen te dringen in het domein. Rinaldo d'Este was ontzet door de vrijpostigheid van de neef van de paus, die het gewaagd had de Corsicaanse Garde bij hem te laten binnendringen. Rinaldo d’Este deed een beroep op buitenlandse vorsten om hem te helpen. Een buitenlandse vorst zou moeten bemiddelen tussen hem en de Corsicaanse Garde. De Zonnekoning ging hierop in en stuurde om die reden hertog de Créquy naar Rome. De hertog verplaatste zich in Rome onder begeleiding van eigen Franse soldaten. Eénmaal in Rome kreeg hertog de Créquy scheldwoorden naar zijn hoofd van de Corsicaanse gardisten. De koets moest op zeker moment halt houden. Een schietpartij barstte los op 20 augustus 1662. Meerdere soldaten verloren het leven, ook een lakei van de Franse ambassade vond de dood. De hertog kwam ongedeerd uit de schietpartij.
Paus Alexander VII reageerde niet op het incident. De Zonnekoning reageerde daarom woest.
De eisen van de Zonnekoning waren de volgende:
- Schadeloosstelling voor de dood van de lakei van de Franse ambassade
- Ontbinding van de Corsicaanse Garde en bestraffing van de gardisten
- Ontslag van kardinaal Lorenzo Imperiali, gouverneur van Rome
- Indien niet voldaan werd aan bovenstaande eisen: annexatie van de Pauselijke Staat van Avignon en de Comtat Venaissin door het koninkrijk Frankrijk. Het Parlement van de Provence had al de nodige akten klaar gemaakt.
- Excuses van een pauselijke delegatie ten overstaan van de hele hofhouding van de Zonnekoning. Kardinaal Flavio Chigi, neef van de paus, moest deze excuses persoonlijk uitspreken.
- De oprichting van een piramide in Rome waarin de schanddaden van de Corsicaanse Garde aangeklaagd werden op het monument.
- Het eiland Corsica moest in de ban van de kerk geslagen worden.

Het kwam tot een druk diplomatiek verkeer tussen Rome en Parijs. Er werd in 1664 een overeenkomst gesloten in Pisa. Paus Alexander VII ging in op alle eisen van de Zonnekoning, behalve de banvloek over Corsica. De paus stuurde een geldbuidel naar de Franse ambassade. De gouverneur van Rome trad af. Corsicaanse gardisten werden afgeranseld, anderen werden slaaf in de galeien van de paus en nog anderen moesten zonder soldij naar Corsica terugkeren. De Zonnekoning zag verder af van een annexatie van Avignon en Comtat Venaissin.
In het Verdrag van Pisa (1664) werd de tekst overeengekomen voor de schandpaal van de Corsicanen. Deze werd opgericht in Rome, op de plaats van de schietpartij. De inscriptie op de piramide luidde: Ter verwerping van de schandelijke misdaad tegen Zijne Excellentie Hertog van Créquy, ambassadeur van Zijne Zeer Christelijke Majesteit op 20 augustus 1662 door Corsicaanse soldaten. De Corsicaanse Natie is onhandig en niet in staat de Heilige Stoel te dienen. Op bevel van Zijne Zeer Doorluchtige Heer, paus Alexander VII in uitvoering van het Verdrag van Pisa in 1664.
In 1664 werd kardinaal Flavio Chigi, aan het hoofd van een pauselijke delegatie, ontvangen aan het koninklijk hof in Fontainebleau. In een plechtige ceremonie verklaarde Flavio Chigi luid dat hij de excuses van de paus, zijn oom, aanbood voor de beschieting van de Franse ambassadeur in Rome.

### Nadien
De piramide werd afgebroken in 1668, onder het pontificaat van paus Clemens IX. De Zonnekoning en de paus hadden betere relaties en ze kwamen onderling overeen de schandpaal voor de Corsicanen af te breken.
Pausen hebben nooit meer een Corsicaanse Garde opgericht.